# Itula Mili
Itula Mili (Kahuku, 20 aprile 1973) è un ex giocatore di football americano statunitense che ha militato nel ruolo di tight end per tutta la carriera con i Seattle Seahawks della National Football League (NFL).

## Carriera
Mili fu scelto nel corso del sesto giro (174º assoluto) del Draft NFL 1997 dai Seattle Seahawks. Vi giocò per tutta la carriera, raggiungendo nel 2005 il primo Super Bowl della storia della franchigia, perso contro i Pittsburgh Steelers. La sua miglior stagione a livello statistico fu quella del 2003 in cui ricevette 46 passaggi per 493 yard e 4 touchdown dal quarterback Matt Hasselbeck. Fu svincolato nel 2007 per fare spazio nel roster a Ben Obomanu

## Palmarès
- National Football Conference Championship: 1

Seattle Seahawks: 2005